# Иоанн Голландский
Иоанн Голландский (лат. Johannes Hollandrinus, также лат. Valendrinus, Olendrinus; вторая половина XIV века) — теоретик музыки предположительно голландского или фламандского происхождения, заложивший обширную традицию элементарной теории музыки XV — начала XVI веков.

## Краткая характеристика
Разные современные исследователи обсуждают различных учёных XIV века как возможных кандидатов для идентификации Иоанна Голландского. По одной из гипотез (Тома Уорда), этот персонаж идентичен преподавателю и декану (в 1368–71) факультета искусств Пражского университета. Тщательное сравнительное исследование исторической терминологии, с одной стороны, и рукописных вариантов имени, с другой, всё же не позволяет добавить хоть какой-то конкретики к биографии этого «всем известного» и одновременно загадочного персонажа.
Притом что собственный труд Иоанна о музыке не сохранился, о его значимости в истории музыкальной науки свидетельствуют по меньше мере 26 больших и малых анонимных трактатов о музыке XV века, принадлежащих одной «традиции Иоанна Голландского». Кроме них, на Иоанне Голландском основаны два авторских трактата конца XV века центральноевропейского происхождения — венгра Ласло Салкая (László Szalkai) и поляка Шидловиты (Szydlovita). Следы традиции Иоанна Голландского отмечаются и в XVI веке (особенно в Польше). В напечатанной в 1508 году обширной энциклопедии «Новая философская жемчужина» (Margarita philosophica nova) Г. Райш пишет: «...ибо, как говорит Голландец, кто не знает восемь [церковных] тонов, не может считаться музыкантом».
Относительно невысокий интерес к этой традиции у исследователей XX века объясняется тем, что их внимание было приковано к мейнстриму науки XV века — учению о контрапункте и связанным с этой техникой новым проблемам гармонии, ритма и нотации (главным образом, в трактатах итальянцев и работавших в Италии фламандцев), в то время как в фокусе несохранившегося труда Иоанна Голландского находится musica plana (григорианская монодия). По всей вероятности, traditio Hollandrini представляла собой некую элементарную теорию музыки XV века (диатонический звукоряд, Гвидонова сольмизация, стандартная теория церковных ладов с тонарием, tonus peregrinus, классификация интервалов [консонансы и диссонансы] и т.д.), которую ученикам следовало усвоить прежде чем перейти к «сложностям» многоголосной композиции. Новым в дидактике traditio Hollandrini было использование 10-линейного нотоносца (т.наз. scala decemlinealis). Широко применяются одни и те же мнемонические стихи, которые традиция приписывает самому Иоанну Голландскому.
Труды traditio Hollandrini до конца XV века были критически изданы в пяти томах (Bde. 2-6) М. Бернхардом, Э.Витковской-Зарембой, К.-Ю.Заксом, К.Бауэром, К.Мейером, А.Раушем и другими медиевистами в книжной серии «Публикации музыкально-исторической комиссии» Баварской академии наук в 2010—2014 гг. Вводный том этого фундаментального издания (Bd.1), написанный Бернхардом и Витковской-Зарембой, содержит (а) описание источников традиции, (б) обсуждение скудных деталей биографии и (в) реконструкцию учения Иоанна Голландского. Том 7 содержит научные статьи, посвящённые традиции Иоанна Голландского.

## Идентификационные данные
- Trad. Holl. I (сер. XV в.)[3]. Inc.: Nulla omnino aetas.
- Trad. Holl. II (сер. XV в.)[4]. Inc.: Item diceres, quare musica studetur.
- Trad. Holl. III (сер. XV в.)[5]. Inc.: Sequitur musica et eius utilitas.
- Trad. Holl. IV (сер. XV в.)[6]. Inc.: Similiter unisonus dicitur modus.
- Trad. Holl. V (до 1463)[7]. Inc.: Pro themate presentis opere assumo Cassiodorum (1).
- Trad. Holl. VI (сер. XV в.)[8]. Inc.: In principio nostri opusculi primo et principaliter summamus.
- Trad. Holl. VII (XV в.). Inc.: Ignis divini iubare.
- Trad. Holl. VIII (1402). Inc.: Pro recommendatione artis musicae.
- Trad. Holl. IX (1-я пол. XV в.). Inc.: Musica secundum Boethium sic diffinitur.
- Trad. Holl. X (начало XV в.). Inc.: Musica, quae est una ex septem artibus liberalibus.
- Trad. Holl. XI (XV в.). Inc.: Nec reticere oportet.
- Trad. Holl. XII (конец XV в.). Inc.: Fertur quamquam Pitagoras primordialis musices (Pythagoras).
- Trad. Holl. XIII (XV в.). Inc: Circa initium huius libri.
- Trad. Holl. XIV (конец XV в.). Inc.: Quia secundum Philosophum.
- Trad. Holl. XV (до 1478). Inc.: Expedit et consonum est rationi, quo, si quid utilitatis artis musicae notitia confert, brevi perstringatur (1).
- Trad. Holl. XVI (XV в.). Inc.: Sonat vox tua in auribus meis.
- Trad. Holl. XVII (XV в.). Inc.: Expedit et consonum est rationi, ut si utilitatis artis musicae notitia considerat, brevi perstringatur ratione (2).
- Trad. Holl. XVIII (XV в.). «Recommendatio musicae». Inc.: Licet ipsa ars musicalis
- Trad. Holl. XIX (XV в.). Inc.: Voces octo graves.
- Trad. Holl. XX (XV в.). Inc.: Pro presentis opusculi artis videlicet musicalis cognitione.
- Trad. Holl. XXI (XV в.). Inc.: Pro Caeli scribit Aristoteles.
- Trad. Holl. XXII (XV в.). Inc.: Item musica dividitur in musicam choralem seu planam et mensuralem.
- Trad. Holl. XXIII (сер. XV в.). Inc.: Quoniam circa artem musicalis scientiae multi hodiernis temporibus delirant.
- Trad. Holl. XXIV (сер. XV в.). Inc.: Expedit et consonum est rationi, ut si utilitatis artis musicae notitia conferat, brevi perstringatur ratione (3).
- Trad. Holl. XXV (XV в.). Inc.: Expedit et consonum est rationi, quod, si quid utilitatis artis musicae notitia confert, breviter perstringatur (4).
- Trad. Holl. XXVI (сер. XV в.). Inc.: Non est igitur parva laus nec modica utilitas.
- Lad. Zalk. (Ladislaus de Zalka; конец XV в.)[9]. Inc.: Pro themate presentis opere assumo Cassiodorum (2).
- Szydlov. (Magister Szydlovita). «Musica» (конец XV в.)[10]. Inc.: Principia artis musicae ad laudem Dei omnipotentis.

## Издание
Примечание. VMK = Bayerische Akademie der Wissenschaften. Veröffentlichungen der Musikhistorischen Kommission
- Traditio Iohannis Hollandrini, hrsg. v. M. Bernhard und E. Witkowska-Zaremba. Bd. 1: Die Lehrtradition des Johannes Hollandrinus. München, 2010 (= VMK 19)
- Traditio Iohannis Hollandrini, hrsg. v. M. Bernhard und E. Witkowska-Zaremba. Bd. 2: Die Traktate I — III. München, 2010 (= VMK 20)
- Traditio Iohannis Hollandrini, hrsg. v. M. Bernhard und E. Witkowska-Zaremba. Bd. 3: Die Traktate IV — VIII. München, 2011 (= VMK 21)
- Traditio Iohannis Hollandrini, hrsg. v. M. Bernhard und E. Witkowska-Zaremba. Bd. 4: Die Traktate IX — XIV. München, 2013 (= VMK 22)
- Traditio Iohannis Hollandrini, hrsg. v. M. Bernhard und E. Witkowska-Zaremba. Bd. 5: Die Traktate XV — XXI. München, 2014 (= VMK 23)
- Traditio Iohannis Hollandrini, hrsg. v. M. Bernhard und E. Witkowska-Zaremba. Bd. 6: Die Traktate XXII — XXVI. München, 2010 (= VMK 24)
- Traditio Johannis Hollandrini, hrsg. v. M. Bernhard und E. Witkowska-Zaremba. Bd. 7: Studien. München, 2016 (= VMK 25)
- Traditio Iohannis Hollandrini. Supplementum / ed. by M. Bernhard & E. Witkowska-Zaremba, transl. by Calvin M. Bower. Warszawa: Instytut Sztuki PAN, 2021. ISBN 978-83-66519-16-9.